# ریچارد فنشاوی (ورزشکار)
ریچارد فنشاوی (انگلیسی: Richard Fanshawe; ۲۲ ژوئن ۱۹۰۶ – ۱۴ آوریل ۱۹۸۸) سوارکار اهل بریتانیا بود.